# Fabián Pizzorno
Fabián Pizzorno (ur. 7 września 1962 w Belgrano) – argentyński aktor telewizyjny, filmowy i teatralny.

## Wybrana filmografia
- 1982: Todos los días la misma historia
- 1984: Lucía Bonelli
- 1986: Perros en la noche jako kierowca samochodu
- 1987: Valeria jako Alberto
- 1988: Namiętności (Pasiones) jako Fernando
- 1989: Así son los míos
- 1991: Manuela jako Leopoldo Anzuatti
- 1993: ¡Dale Loly!
- 1995: Al son del amor jako Miguel Angel
- 1995: Por siempre mujercitas jako Matías Bazán
- 1996: 90-60-90 modelos jako Juan Ignacio Quinteros
- 1997: Valeria (Ricos y famosos) jako Rafael Marini
- 1998: Como vos & yo jako Miguel
- 2003: Te amaré en silencio jako Rafael
- 2004: Sekret Laury (Culpable de este amor) jako Andrés Ligero
- 2005: Na straży miłości (Amor en custodia) jako Conrado Cáceres
- 2005-2006: Se dice amor jako Martín Benson
- 2011: Supertorpe (TV) jako Rafael Tarner
- 2013: Pasión Prohibida jako Daniel Parejo
- 2014-2015: W obronie honoru (Tierra de Reyes) jako Octavio Saldívar
- 2015-2016: Pasión y poder jako Peter Ashmore
- 2016-2017: Trzy razy Ana (Tres veces Ana) jako Facundo Salvaterra